# Sancho I Gruby
Sancho I Gruby, Otyły, Sancho I el Craso (zm. 966 lub 967) – król Leónu w latach 956 - 958 i od 960 r. do śmierci. Syn Ramira II i jego drugiej żony - Urraki z Pampeluny. Wnuk Sancha I Garcésa, króla Nawarry i Tody Aznárez. Objął władzę po przyrodnim bracie - Ordoño III.
Około połowy X w. chrześcijańskie królestwa Leonu i Nawarry ogarnęły niepokoje i bunty szlachty. Leon miał kłopoty zwłaszcza z separatystycznymi ruchami w Galicji, a szczególnie w Kastylii, gdzie przywódcą był Fernán (Ferdynand) González, pierwszy hrabia całej ówczesnej Kastylii. Po śmierci posiadającego duży autorytet Ramira II, spory przybrały na sile. Objęły również rodzinę królewską - Sancho spiskował przeciwko panującemu bratu.
Po objęciu władzy w 956 r. nie potrafił sobie poradzić z potężniejąca kastylijską opozycją i w 958 r. został zdetronizowany na rzecz kuzyna Ordoño, któremu historia nadała przydomek Nikczemny, uległego wobec hrabiego Gonzálesa. Sancho szukał pomocy na dworze babki i wuja Garcii I Sancheza, króla Nawarry, w Pampelunie, którzy również byli zagrożeni przez Gonzalesa. Sancho, Garcia i Toda zwrócili się o pomoc do najpotężniejszego wówczas władcy na Półwyspie Iberyjskim, emira Kordoby, kalifa Abd ar-Rahmana III, spokrewnionego z królem Nawarry. Cała rodzina złożyła w 958 r. umajjadzkiemu władcy hołd i otrzymała pomoc. W 959 r. Sancho z pomocą wojsk muzułmańskich zdobył twierdzę Zamora w Leonie, która stała się przyczółkiem do dalszej walki. W następnym roku wuj Sancha, Garcia I Sanchez, pokonał Fernáno Gonzálesa i wziął go do niewoli. Sancho przy pomocy wiernej sobie szlachty leońskiej odzyskał całe królestwo.
Kolejne lata panowania ubiegły Sancho na walkach z Maurami, z którymi stosunki po śmierci w 961 r. Abd ar-Rahmana, popsuły się. Pomimo zwycięstwa nad Fernáno Gonzálesem, nie udało się również spacyfikować separatystycznych ruchów w Galicji i Kastylii. Tamtejsza szlachta coraz bardziej niechętnie uznawała zwierzchnictwo Leonu i wzniecała bunty. W trakcie tych walk i sporów Sancho I został prawdopodobnie otruty w 966 lub 967 r.

## Małżeństwo i potomkowie
W 960 Sancho poślubił Teresę Ansúrez (córkę hrabiego Ansura Fernándeza). Ich dziećmi byli:
- infant Ramiro III z Leónu (961-985),
- infantka Urraka z Leónu (?-v 997).